# Rahat Fateh Ali Khan

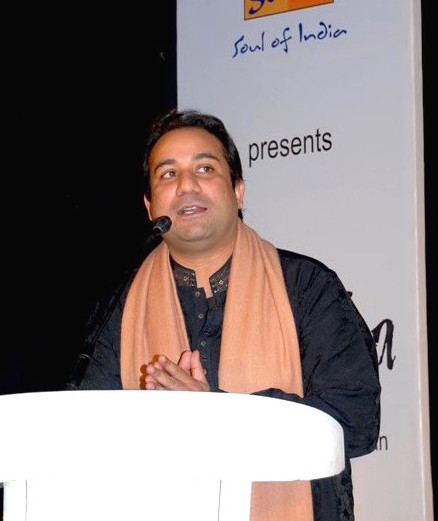
Rahat Fateh Ali Khan beim Veröffentlichen seines Albums Charkha

Rahat Fateh Ali Khan (* 1974 in Faisalabad; Urdu راحت فتح علی خان) ist ein pakistanischer Musiker.
Er wirkt hauptsächlich als Qawwali-Sänger (eine Musikart der Sufis-Tradition im Islam) und ist der Neffe von Ustad Nusrat Fateh Ali Khan. Außer seinen Qawwalis singt er auch Ghazals. Er machte Tourneen in Pakistan und Indien, aber in jüngster Vergangenheit auch in Europa und den Vereinigten Staaten.

## Jugendzeit und Ausbildung
Rahat wurde 1974 in Faisalabad, Punjab, in eine traditionelle musikalische Familie geboren. Sein Vater war Farrukh Fateh Ali Khan, ebenfalls ein Qawwali-Sänger. Rahats Lehrer war sein Onkel Nusrat Fateh Ali Khan und er lernte von ihm die Kunst der klassischen Musik Qawwali seit dem Alter von 7 Jahren.

## Karriere
Mit elf Jahren hatte Rahat seinen ersten öffentlichen Auftritt, als er mit seinem Onkel Nusrat auf Tour nach Großbritannien ging. Dabei trat er als Solosänger, aber auch gemeinsam mit einer Qawwali-Gruppe auf. Am 27. Juli 1985 sang er in Birmingham sein Solo-Ghazal Mukh Tera Sohneya Sharab Nalon Changa Ae. Im selben Jahr sang er auch sein Ghazal Gin Gin Taare Lang Galiyan Rattaan in einem Konzert am Harrow Leisure Centre. Zu seinen jüngsten Werken gehören pakistanische nationale Songs wie Dharti Dharti und Hum Pakistan sowie auch zahlreiche Bollywood-Songs. Seitdem ist er in Pakistan, Indien, Großbritannien sowie in anderen Ländern der Welt aufgetreten. Im April 2012 wurde sein Auftritt in der Londoner Wembley Arena von über 20.000 Zuschauern besucht.
2004 erschien Rahats erster Song in einem Bollywood-Film. Mit dem Film Paap debütierte er als Bollywood-Playback-Sänger. Durch weitere Bollywood-Film-Songs wurde Rahat populär in Südasien. 2010 gewann er bei den UK Asian Music Awards den 'Best International Act' (Beste internationale Aufführung).

## Persönliches
Rahat Fateh Ali Khan ist mit Nida Fateh Ali Khan verheiratet. Die beiden haben einen Sohn, Shaadman, der 2007 geboren wurde und trotz des jungen Alters bereits mit Rahat Auftritte hatte, etwa im Oktober 2012 in Birmingham.

## Diskographie

### Singles
| No. | Song                           |
| --- | ------------------------------ |
| 1   | Dharti Dharti                  |
| 2   | Hum Pakistan                   |
| 3   | Aman Ki Asha                   |
| 4   | Batian Karte Raho (Zong) 2011  |
| 5   | Batian Karte Raho (Zong) 2012  |
| 6   | Noor e Khuda (Ptv Ramzan Geet) |

### Alben
| Year | Album |
| ---- | --- |
| 1996 | Main Ne Usse Dekha Hai (Music by : Nusrat Fateh Ali Khan) – Vol. 1                                                                 |
| –    | Tasveer – Vol. 11 |
| –    | Bulbul Ko Phool |
| –    | Jinan De Mahi Door Vasde |
| –    | Maa Aur Dhee – Vol.13 |
| –    | Taar Meri Berhi – Vol.5 |
| –    | Aankh Se Aankh Milao – Vol.9 |
| –    | Kabbe Wali Gali Vich Yaar Da Mukaan – Vol.7                                                                                        |
| –    | Pilade Saqia – Vol.2 |
| –    | Ali Maula Ali – Vol.3 |
| –    | Sufiana Qalaam – Vol. 14 |
| –    | Raba Mera Yaar Morh De – Vol.10 |
| –    | Meri Tauba Karo Qabool – Vol.15 |
| –    | Saher Qareeb Hai – Vol.17 |
| –    | Sher-e-Khuda – Vol.22 |
| –    | Jashan-e-Eid Milad Al Nabi – Vol.21                                                                                                |
| –    | Best of Khan – Vol.12 |
| –    | Best of Khan (Part 2) – Vol.6 |
| –    | Pardesia 2 – Vol.20 |
| –    | Mighty King – Vol.23 |
| –    | Cry For You – Vol. 1 |
| –    | Voices From Above – Vol. 4 |
| –    | Maine Bottle Se Karni Hai Shadi – Vol.8                                                                                            |
| –    | Maah Jaanda Hoyaa – Vol.4 |
| –    | Aakhan Hijr Tere Ne Laaliyaan – Vol.5                                                                                              |
| –    | Ishq Ankhiyon Cho Nindraan – Vol.9                                                                                                 |
| –    | Shahsawar-e-Karbala – Vol.6 |
| –    | Best Hits Rahat Fateh Ali Khan |
| –    | Janasheen – Vol.1 |
| –    | Janasheen – Vol.2 |
| –    | Janasheen – Vol.3 |
| –    | Janasheen – Vol.4 |
| –    | Janasheen – Vol.5 |
| –    | Rut Sawan Ki |
| –    | Sanu Rog Laun Waleya |
| 2001 | Rahat |
| –    | Aankh Se Ankh Milao |
| –    | Pardesiya |
| 2007 | Charkha |
| 2009 | Remembering Nusrat: Ustad Nusrat Fateh Ali Khan Memorial Concert                                                                   |
| 2009 | Nazrana-e-Aqeedat |
| 2009 | Koi Umeed |
| 2010 | Remembering Alama Iqbal |
| 2010 | Remembering Mirza Ghalib |
| 2010 | Satnam Siri Wahe Guru, credited to Rahat Fateh Ali Khan & Party                                                                    |
| 2011 | Kinna Sohna, credited to Rahat Fateh Ali Khan & Michael Brook                                                                      |
| 2011 | The RFAK Session, credited to Rahat Fateh Ali Khan; produced by Tarli Digital (re-titled and released in India as „Rahat“ in 2012) |
| 2012 | Bina Mahi |
| 2012 | Khooni Akhiyan |

### Bollywood-Film-Soundtracks
| Year | Film                                      | Song                                                     |
| ---- | ----------------------------------------- | -------------------------------------------------------- |
| 2003 | Paap – Eine verhängnisvolle Sünde         | Laal (Alaap) Mann Ki Lagan                               |
| 2004 | Ishq Qayamt                               | Maine Use Dekha Hai Kisi Roz Milo Hamein Shaam Dhaley    |
| 2005 | Kalyug                                    | Jiya Dhadak Dhadak                                       |
| 2006 | Omkara                                    | Naina                                                    |
| 2007 | Jhoom Barabar Jhoom                       | Bol Na Halke Halke                                       |
| 2007 | Om Shanti Om                              | Jag Soona Soona Lage                                     |
| 2007 | Namaste London                            | Main Jahaan Rahoon                                       |
| 2007 | Aaja Nachle – Komm, tanz mit mir          | O Re Piya                                                |
| 2008 | Singh Is Kinng                            | Teri Ore                                                 |
| 2008 | Haal–e–dil                                | Haal-E-Dil                                               |
| 2008 | Woodstock Villa                           | Koi Chala Ja Raha Hai                                    |
| 2008 | Dil Kabaddi                               | Zindagi Ye                                               |
| 2009 | Aasma: The Sky Is the Limit               | Man Bawra                                                |
| 2009 | Main Aurr Mrs Khanna                      | Rabba                                                    |
| 2009 | Billu Barber                              | Jahoon Kahan                                             |
| 2009 | Gestern, heute & für immer – Love Aaj Kal | Ajj Din Chadheya                                         |
| 2009 | Dekh Bhai Dekh                            | Aankhon Mein Kyon Sapne Bhaye Hain                       |
| 2009 | Jag Jeondeyan De Mele                     | Jag Jeondeyan De Mele                                    |
| 2009 | London Dreams                             | Khwab Jo                                                 |
| 2009 | De Dana Dan                               | Rishte Nate                                              |
| 2010 | Veer                                      | Surili Akhiyon Wale & Surili Akhiyon Wale (Duett)        |
| 2010 | My Name Is Khan                           | Sajda                                                    |
| 2010 | Ishqiya                                   | Dil To Bachcha Hai Ji                                    |
| 2010 | Toh Baat Pakki!                           | Phir Se                                                  |
| 2010 | Lahore                                    | Ore Bande                                                |
| 2010 | Badmaash Company                          | Fakeera                                                  |
| 2010 | Virsa                                     | Mein Tenu Samjhawan                                      |
| 2010 | I Hate Luv Storys                         | Bahara (Chill Version)                                   |
| 2010 | Milenge Milenge                           | Ishq Ki Gali                                             |
| 2010 | Once Upon a Time in Mumbaai               | Tum Jo Aaye (Reprise)                                    |
| 2010 | We Are Family                             | Ankhon Mein Neendein                                     |
| 2010 | Dabangg                                   | Tere Mast Mast Do Nain                                   |
| 2010 | Anjaana Anjaani                           | Aas Pass Khuda                                           |
| 2010 | Aakrosh (2010 film)                       | Man Ke Matt                                              |
| 2010 | Knock Out                                 | Khushnuma Sa Ye Roshan Ho                                |
| 2011 | Yamla Pagla Deewana                       | Chadha De Rang                                           |
| 2011 | Satrangee Parachute                       | Teri Lori Yaad hai                                       |
| 2011 | Good-Bye Chimpanzee                       | Saari Duniya Rabba Nu                                    |
| 2011 | Ready                                     | Meri Ada Bhi                                             |
| 2011 | Khap                                      | Aaina Dekha                                              |
| 2011 | Bodyguard                                 | Teri Meri (Reprise)                                      |
| 2011 | Mere Brother Ki Dulhan                    | Isq Risk                                                 |
| 2011 | Mausam                                    | Rabba Main Toh Mar Gaya Oye                              |
| 2011 | Aazaan                                    | Affreen (Reprise)                                        |
| 2011 | Miley Naa Miley Hum                       | Nazar Se Nazar Na mile                                   |
| 2011 | I am singh                                | Kya jeena, Doorie hai                                    |
| 2012 | Jodi Breakers                             | Mujhko Teri Zaroorat Hai (Remix)                         |
| 2012 | Will You Marry Me                         | Soniya                                                   |
| 2012 | Tezz                                      | Tere Bina                                                |
| 2012 | Blood Money (Film von 2012)               | Chaahat                                                  |
| 2012 | Mirza The Untold Story                    | Akhiyan                                                  |
| 2012 | Jannat 2                                  | Tera Deedar Hua                                          |
| 2012 | Dangerous Ishq                            | Tu Hi Rab Naina                                          |
| 2012 | Für immer und ewig – Teri Meri Kahaani    | Allah Jaane                                              |
| 2012 | Heroine                                   | Saaiyaan                                                 |
| 2012 | Ishkq in Paris                            | Saiyaan Na Jaa Rey                                       |
| 2012 | Son Of Sardaar                            | Bichdann Yeh Jo Halki Halki Khumariya Bichdann (Reprise) |
| 2012 | Burraaahh (Punjabi Movie)                 | Rabba                                                    |
| 2012 | Dabangg 2                                 | Dagabaaz Re                                              |